# Agnes von Landsberg

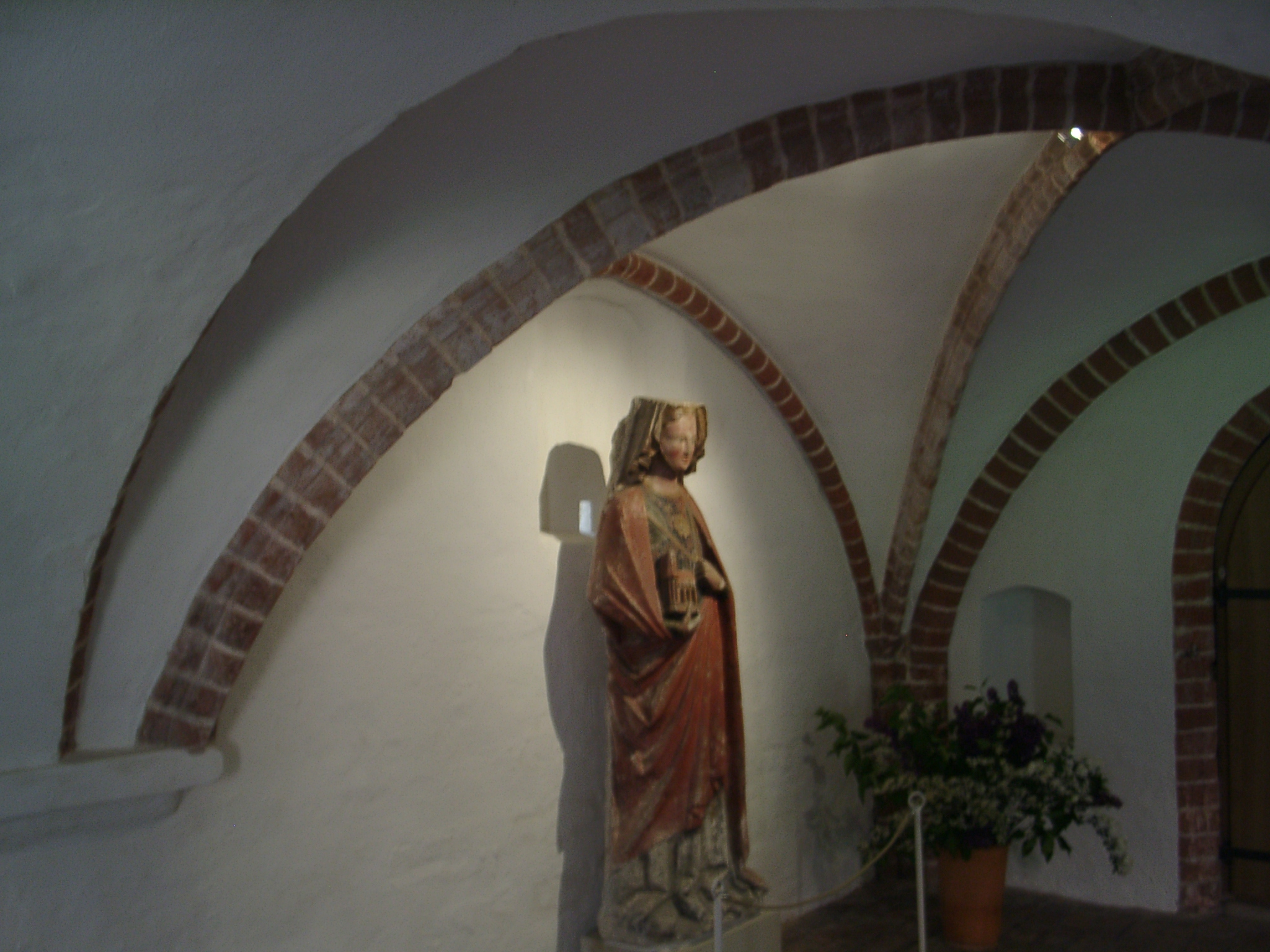
Agnes von Landsberg, Kloster Wienhausen

Agnes von Landsberg (* 1192/93; † 1266 in Wienhausen) war das dritte Kind von Konrad II. von Landsberg (1159–1210), Markgraf der Lausitz, und seiner Ehefrau, Elisabeth (* um 1153; † 1209), Tochter von Mieszko III. (1126–1202), Herzog von Polen, und Schwiegertochter Heinrichs des Löwen.

## Leben
Agnes war die jüngste Tochter der Grafenfamilie aus Landsberg bei Halle, nach Konrad (vor 1207–1210) und Mathilde (um 1190–1225), die Herzog Albrecht II. (Brandenburg) heiratete. Sie wurde 1211 mit Heinrich I. („der Lange“) von der Pfalz, Pfalzgraf bei Rhein (* 1173; † 28. April 1227 in Braunschweig), Sohnes von Heinrich dem Löwen, kirchlich getraut (zweite Heirat Heinrichs I.).
Bei Ersch und Gruber (1828) heißt es über Agnes und ihren Ehemann:

„Als Otto 1218 nach einer unruhigen und wechselnden Regierung zu Harzburg ohne Erben starb, nahm Heinrich dessen Länder in Besitz, überlieferte die Reichsinsignien Friedrich II. und zog sich nach Braunschweig zurück, wo er den Rest seiner Tage in Ruhe zu verleben beschloß, erklärte auch 1223 seines Bruders Wilhelm einzigen Sohn, Otto das Kind, zum alleinigen Erben aller welfischen Allodialländer in Sachsen und starb 1227. Von seiner Gemahlinn Agnes hatte er 2 Töchter und 1 Sohn: letztrem, dem zweiten Heinrich, hatte der Vater bereits die Pfalz abgetreten, er starb aber vor ihm 1214, auch scheint, daß um diese Zeit Friedrich II. dem Vater die Pfalzgrafschaft genommen und sie Herzog Ludwig übertragen habe, denn es finden sich keine weitern Urkunden, wo er sich als Pfalzgraf unterzeichnet, oder keine Handlung, wo er sich nach 1214 der Pfalz weiter angenommen habe; seine beiden Töchter verheirathete er Agnes an Herzog Otto den Erlauchten von Baiern, Irmgard an Markgraf Hermann IV. von Baden; auch ist es in Zweifel, ob nicht die Gertrud von Braunschweig, die an Herzog Friedrich von Ostreich verheirathet war, eine Tochter unsers Heinrichs gewesen sei, Nachdem seine geliebte Agnes und der mit ihr erzeugte Sohn gestorben war, vermählte sich Heinrich zum zweiten Male mit Agnes von Landsberg, aber aus dieser Ehe erfolgten keine Kinder.“

Herzogin Agnes starb 1266 und wurde in Wienhausen beigesetzt.

## Stiftungen
In dem Gebiet von Nienhagen (Landkreis Celle), das heute noch „Klosterhof“ genannt wird, wurde am Unterlauf der Aue in der Zeit zwischen 1217 und 1221 ein möglicherweise hölzernes Nonnenkloster des Zisterzienserordens aufgebaut. Dieses war eine Stiftung des Herzogsehepaars Heinrich I. und Agnes von Landsberg. Das Kloster wurde „von Wassermükken und allerhand gifftigen Würmern sehr incommodiret“ und hatte „wegen des sümpfichten Ohrts keine gesunde Lufft“. Das Kloster wurde mit Zisterzienserinnen aus Wöltingerode besetzt und nach etwa zehn Jahren seines Bestehens nach Wienhausen verlegt. 1233 bestätigte der Hildesheimer Bischof die Rechte des Klosters (Kloster Wienhausen).
Das ehemalige Zisterzienserinnenkloster Isenhagen wurde 1243 von Agnes von Landsberg zunächst als Mönchskloster gegründet.

## Domus Ottonis – Ottenhaus
Herzog Otto I. das Kind schenkte seiner Tante Agnes von Landsberg ein Haus, „Domus Ottonis“ (Ottos Haus) genannt, nebst Ländereien und Waldungen im Celler Stadtgebiet urkundlich 1243 mit der Befugnis, es dem Kloster Wienhausen überlassen zu dürfen. Die Urkunde konkretisiert die Schenkung: „ein in der zu Zelle gehörigen Mark belegenes Haus, Ottenhauß genannt, mit aller Nutzung und Zubehörungen, welche von alten Zeiten her bekanntlich zu solchem Hause gehört haben“.
Wahrscheinlich wurde Ottenhaus als Jagdhaus oder Absteigequartier für Herzog Otto gegründet, während seine Tante noch die Burg in Altencelle bewohnte. Nach Agnes Tod gelangte der Hof in den Besitz des Klosters Wienhausen als adelig freier, kanzleisässiger Sattelhof, den Pächter bewirtschafteten.